# 托勒密·阿皮翁

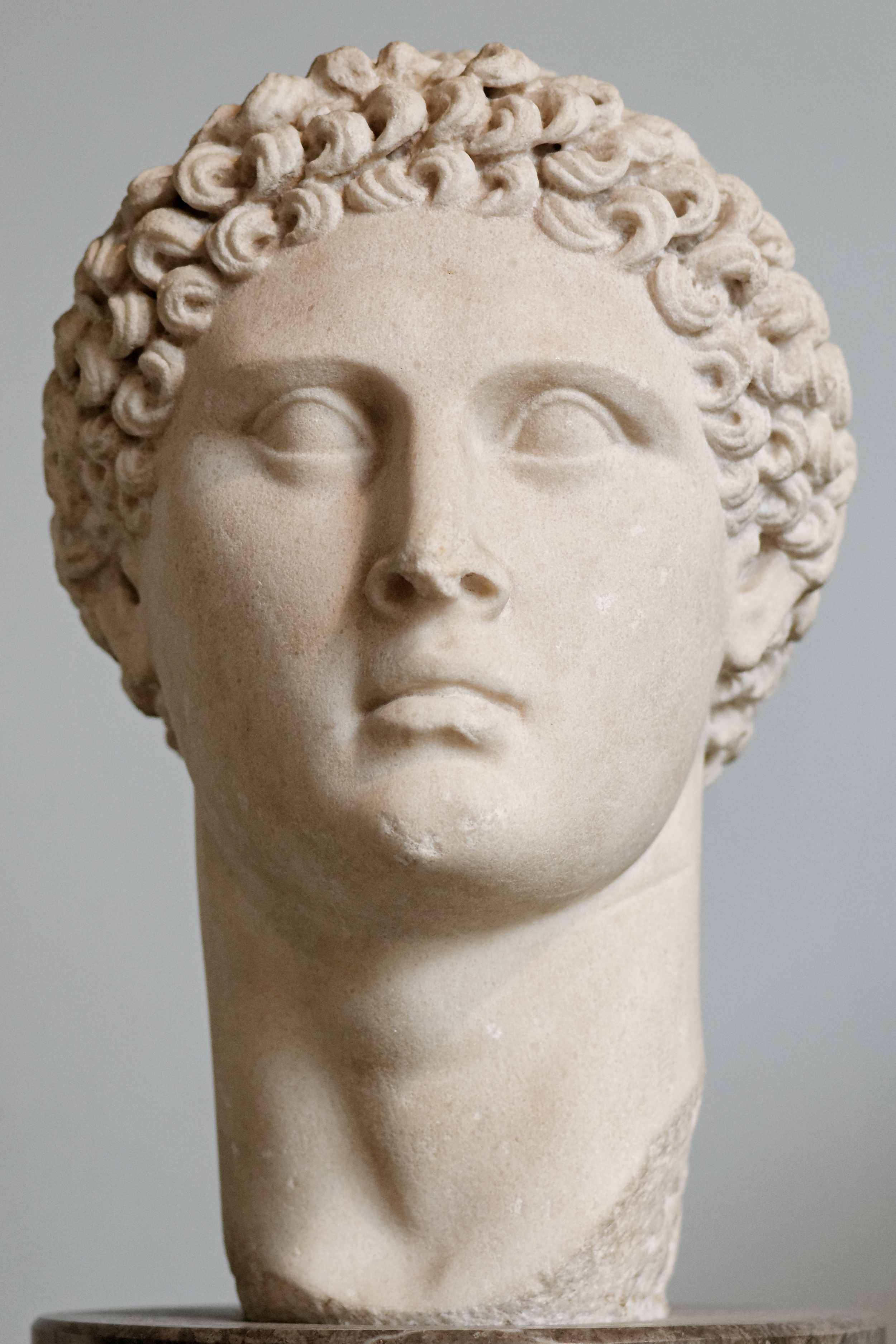
一位托勒密國王肖像，發現於昔蘭尼的阿波羅神廟，很可能是托勒密·阿皮翁。今收藏於大英博物館

托勒密（公牛神）（希臘語： Πτολεμαῖος Ἀπίων, ?—前96年），是最後一任希臘昔蘭尼國王。他是托勒密王朝成員，他的稱號「阿皮翁」，這一詞語源於埃及，即「公牛神」，故他的母親推測可能具有埃及血統。他的父親是昔蘭尼國王托勒密八世，他曾經當過埃及國王。托勒密·阿皮翁可能出生在前150年到前145年間，登上王位的時間不確定，可能介於前116年到前101年間登基，他逝世於前96年，無子，王國終結。
據羅馬時代的猶太歷史學家弗拉維奧·約瑟夫斯記載，托勒密·阿皮翁的母親名為厄瑞涅（Irene）。他的母親厄瑞涅出身昔蘭尼加，對於她的身世不清楚，她在前150年到前127年間侍奉托勒密八世，並且是他的小妾之一。當托勒密八世於前145年重返埃及成為國王，厄瑞涅也跟著一同前往。
托勒密·阿皮翁很有可能就出生在昔蘭尼加的首都昔蘭尼，但他在他父親的埃及宮廷內長大，直到前116年為止他一生大多時間都在埃及。前116年，托勒密八世逝世，按照托勒密八世的遺屬，昔蘭尼加給了托勒密·阿皮翁，在那之後托勒密·阿皮翁成為昔蘭尼國王，他成為國王這件事並沒有遭到什麼反對。
對於托勒密·阿皮翁在統治期間的記載很少，僅知道他逝世於前96年。他父親遺屬中原本就計畫在托勒密·阿皮翁逝世後，把昔蘭尼加給予羅馬人。因此托勒密·阿皮翁忠實執行父親的遺願，他既沒有結婚也沒有繼承人，在他的遺屬中他把王國獻給羅馬共和國。然而此舉羅馬元老院沒有接受，元老院並沒有立刻把昔蘭尼加收入領土中，而僅宣布昔蘭尼加的各城市主權自由，當昔蘭尼加三十年後陷入混亂當中之時，羅馬才把昔蘭尼加納入行省中安頓。

## 來源
- 塔西佗 - Annals of Imperial Rome, Nero and his Helpers (xiv. 14-65)
- 威廉·史密斯，《希腊羅馬的神話和傳記辭典》,   "Ptolemy Apion",  波士頓, (1867)

| 托勒密·阿皮翁 出生于：?逝世於：前96年 | 托勒密·阿皮翁 出生于：?逝世於：前96年 | 托勒密·阿皮翁 出生于：?逝世於：前96年          |
| 統治者頭銜                            | 統治者頭銜                            | 統治者頭銜                                     |
| ------------------------------------- | ------------------------------------- | ---------------------------------------------- |
| 前任者： 托勒密八世                   | 昔蘭尼國王 前102年–前96年             | 繼任者： 無 王國終結，最終被納入羅馬共和國行省 |